# Acca sellowiana

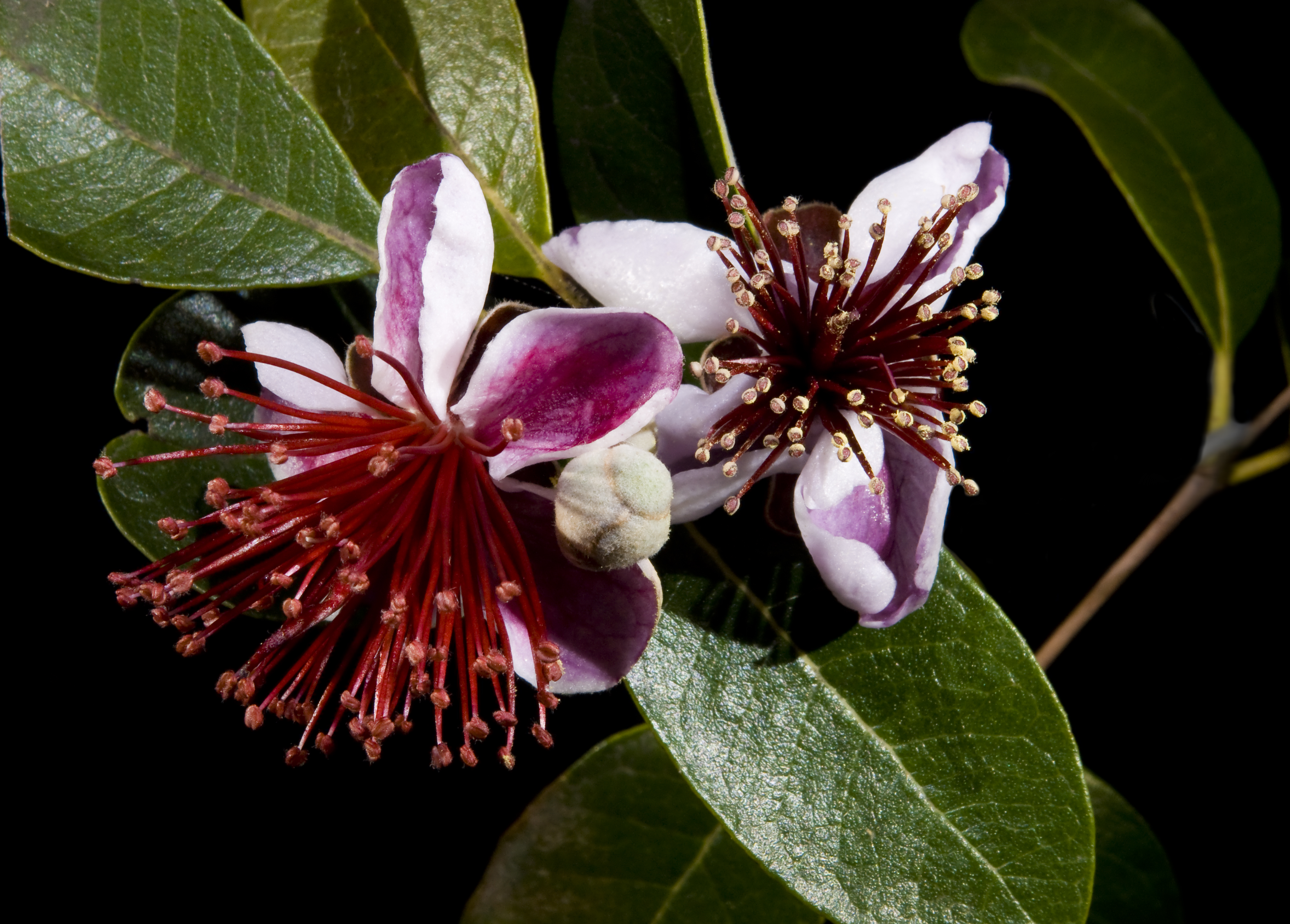
Flori

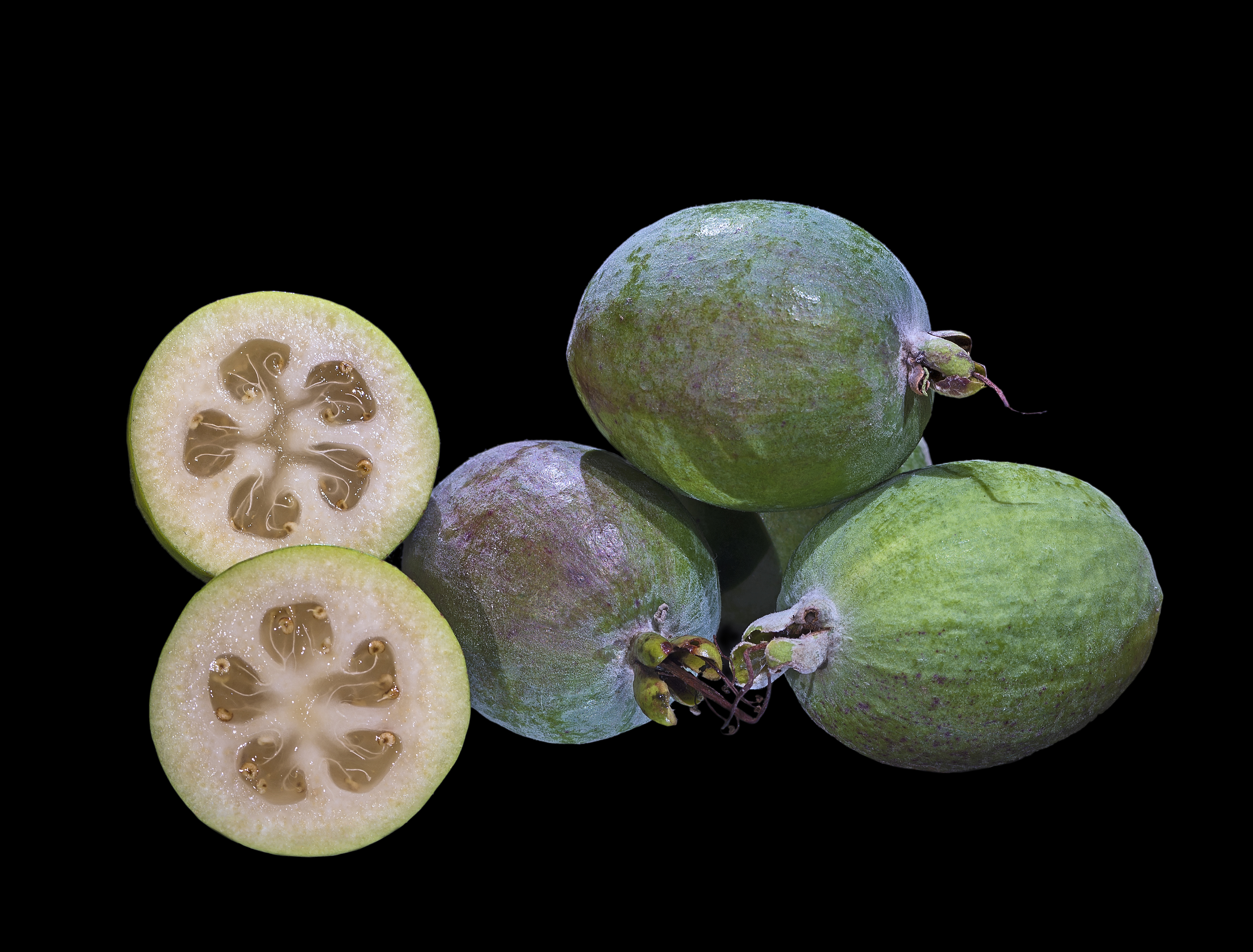
Fruct tăiat ajuns la maturitate

Feijoa (Feijoa sellowiana, sau Acca sellowiana), cunoscută și sub numele de ananas Guava sau Guavasteen, este un arbust peren sau un arbore mic, de 1-7 metri înălțime. Planta provine din zonele înalte din sudul Braziliei, din părți ale Columbiei, din Uruguay, Paraguay și nordul Argentinei. Se cultivă și în Azerbaijan, Georgia și Noua Zeelandă.  

## Descrierea fructului și a plantei
Fructul se coace toamna, este verde și este de mărimea și forma unui ou. Are un gust dulce și aromat. Pulpa este suculentă. Fructul cade când este copt, dar poate fi cules din pom și înainte de a se învineți. Fructul feijoa are un miros distinctiv. Substanța chimică metilul benzoat miroase puternic a feijoa și aroma fructului este cauzată în mare parte de aceasta și de alte substanțe chimice înrudite.  

## Condițiile de creștere
Este o plantă cald-temperată spre subtropicală care de asemenea va crește la tropice dar necesită niște ierni răcoroase pentru fruct. În emisfera nordică a fost cultivată atât în nord cât și în vestul Scoției dar nu produce fructe în fiecare an, întrucât temperaturile iernii mai joase de -11 grade C vor distruge mugurii florilor. O mulțime de Feijoa sunt cultivate în Noua Zeelandă, unde fructul este un copac de grădină popular și fructul este de obicei disponibil în sezon.  

## Consum și utilizări
Fructul este de obicei mâncat prin tăierea sa în jumătate, apoi scoțând pulpa afară cu o lingură. Este popular în Noua Zeelandă la tocană într-o oală cu zahăr și se servește cald cu înghețată de vanilie în timpul iernii. Fructele au o pulpă suculentă cu semințe dulci și o consistență puțin nisipoasă în apropiere de coajă. Gustul este aromat și dulce. Dacă ustensilele de care ai nevoie ca să îl mănânci nu sunt disponibile, feijoa poate fi crăpată sau muscată în jumătate și conținutul stors și consumat.  
Maturitatea fructului nu este mereu evidentă din exterior, întrucât fructele rămân verzi până când ajung la maturitate sau descompunere. Când fructele nu sunt ajunse la maturitate pulpa cu semințe este albă și opacă, devenind transparentă și gelatinoasă când se coace. Fructele sunt la maturitatea lor optimă când pulpa cu semințe s-a transformat într-o gelatină transparentă fără nici o tentă de cafeniu. O dată ce pulpa cu semințe și cea înconjurătoare începe să devină cafenie, fructul este trecut de maturitate și nu ar trebui să mai fie mâncat.  